# دون كوسكاريلي
دون كوسكاريلي (بالإنجليزية: Don Coscarelli) (و. 1954  م) هو مخرج أفلام، ومصور سينمائي، وكاتب سيناريو، ومونتير، ومنتج أفلام، ومخرج، ومنتج بضائع أمريكي، ولد في طرابلس.

## التعليم
تعلم في Woodrow Wilson Classical High School ‏.

## جوائز
حصل على جوائز منها:
- جائزة برام ستوكر.

## وصلات خارجية
- دون كوسكاريلي على موقع IMDb (الإنجليزية)
- دون كوسكاريلي على موقع ألو سيني (الفرنسية)
- دون كوسكاريلي على موقع أول موفي (الإنجليزية)
- دون كوسكاريلي على موقع قاعدة بيانات الأفلام السويدية (السويدية)
- دون كوسكاريلي على موقع إن إن دي بي (الإنجليزية)
- دون كوسكاريلي على موقع قاعدة بيانات الفيلم (الإنجليزية)
- دون كوسكاريلي على موقع كينوبويسك (الروسية)